# Greetje Galliard
Pour les articles homonymes, voir Galliard.
Greetje Galliard, née le 25 novembre 1926 à Amsterdam et morte le 22 octobre 2019 à Rijswijk, est une nageuse néerlandaise, spécialiste des épreuves en dos crawlé.

## Biographie
Greetje Galliard représente la Hollande aux premiers Championnats d'Europe d'après-guerre en 1947 à Monte-Carlo et finit quatrième avec un temps de 1.18.3 minutes.
L’année suivante, elle termine huitième dans la même épreuve aux Jeux olympiques d' été de Londres.
Elle remporte la médaille de bronze au 100 m dos aux Championnats d'Europe de natation de 1950.
Elle remporte le 100 m dos au Grand Prix de la ville de Paris en septembre 1950.